# Zámek Plessis-Bourré
Zámek Plessis-Bourré se nachází v obci Écuillé, 15 km severně od Angers, v departementu Maine-et-Loire, region Pays de la Loire.
Feudální sídlo bylo vybudováno za pět let a dodnes stojí v prakticky nezměněné podobě.
Zámek dal postavit Jan Bourrou, tajný rádce a strážce pokladu Ludvíka XI. a ministr financí Karla VIII. a Ludvíka XII. až do své smrti 1506. V letech 1465 až 1467 již vybudoval zámek Langeais. V roce 1462 získal Plessis-le-Vent v Anjou, v oblasti svého panství, a v roce 1468 zde začal budovat sídlo. Díky jeho bohatství stavební práce rychle pokračovaly a již v roce 1473 se mohl i s rodinou nastěhovat.
Čtyřkřídlá stavba s kulatými rohovými věžemi na pravoúhlém půdorysu je obklopená vodními příkopy. Nejsilnější věž je 44 metrů vysoký Donjon, který připomíná zámek Langeais. Z vnějšku působí zámek jako pevnost, ale je pohodlným příbytkem.